# Cotas para pessoas transgênero no Brasil
As cotas para pessoas transgênero no Brasil desempenham um papel importante na promoção da igualdade de oportunidades e no enfrentamento das desigualdades estruturais que afetam essa comunidade. Essas iniciativas visam assegurar o acesso a espaços educacionais e profissionais, especialmente no ensino superior e em concursos públicos, reconhecendo as barreiras sociais e institucionais que dificultam a inclusão dessa comunidade. Ao criar mecanismos de acesso mais igualitários, essas medidas contribuem para reparar as violências e exclusões históricas vivenciadas pelas pessoas transgênero e travestis ao longo do tempo.

## Origem Histórica das Políticas de Cotas para Pessoas Trans
As cotas para pessoas transgênero e travestis têm origem nas políticas de ação afirmativa voltadas a grupos marginalizados, como negros e indígenas. A luta por direitos específicos, como o direito à identidade de gênero, acesso igualitário à educação e ao trabalho, e proteção contra a discriminação, intensificou-se na década de 2010. Esse movimento foi impulsionado por movimentos sociais e ativistas que demandavam inclusão e visibilidade.
Um marco foi a decisão do Supremo Tribunal Federal (STF) em 2018, que permitiu a alteração de nome e gênero nos registros civis sem a exigência de cirurgia de redesignação sexual. Essa decisão ampliou os direitos das pessoas transgênero e travestis, abrindo caminho para discussões sobre inclusão em diversos setores da sociedade.
A primeira política de cotas especificamente voltada para pessoas trans foi implementada em universidades públicas, como a Universidade Federal da Bahia (UFBA) e a Universidade Estadual do Rio de Janeiro (UERJ). Essas instituições adotaram ações afirmativas para garantir o acesso dessa população ao ensino superior. Em concursos públicos, a implementação das cotas é mais recente e está em estágio inicial, com iniciativas em estados como São Paulo e Minas Gerais. 

### Marcos Legais e Cotas no Brasil
O Brasil tem avançado na legislação de direitos para a população trans. Destacam-se:
- Decisão do STF (2018): Garantiu o direito de alterar nome e gênero nos registros civis. [5]
- Lei nº 7.716/1989: Criminaliza a discriminação por identidade de gênero e orientação sexual. [6]

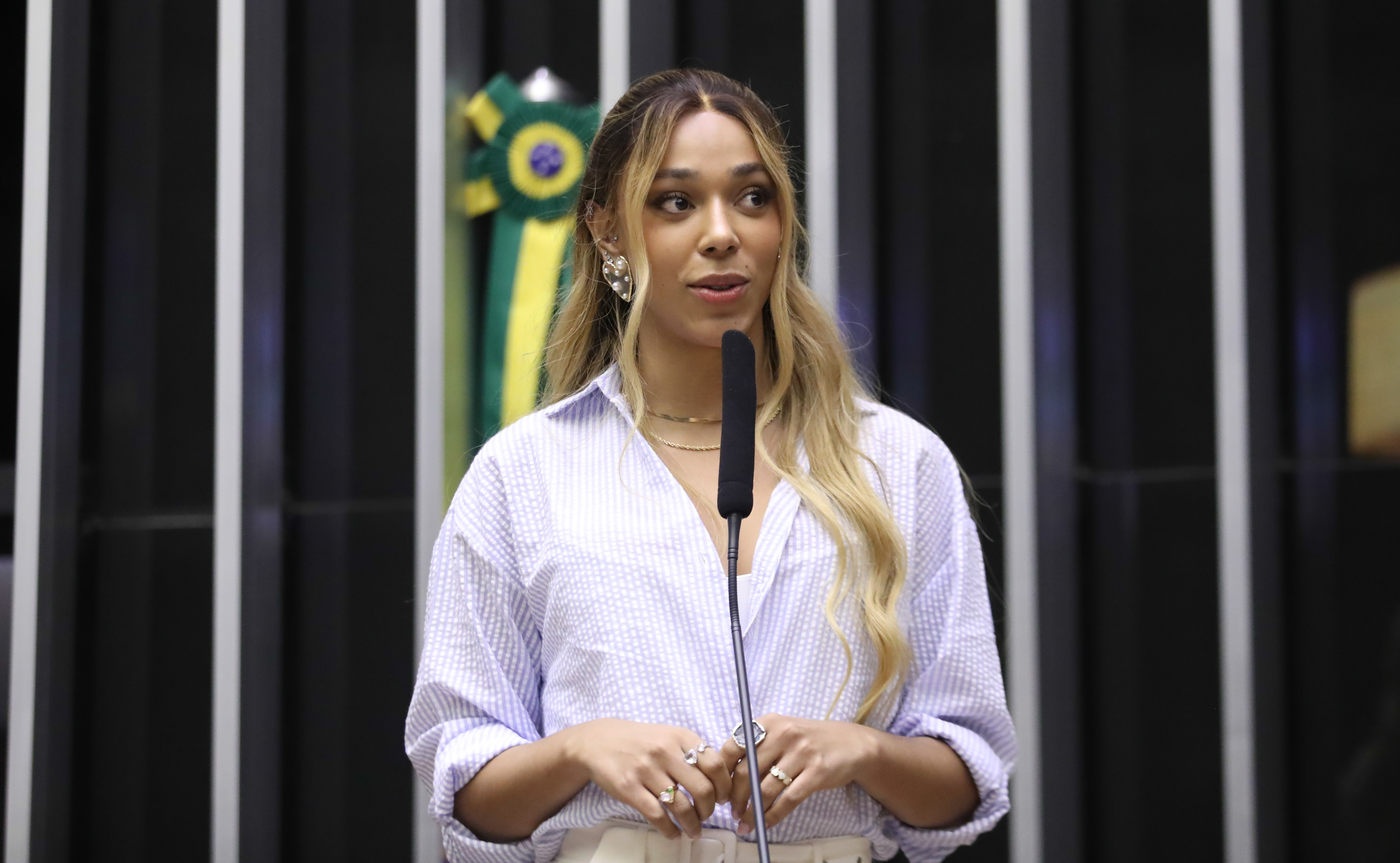
Erika Hilton

A criação das cotas em universidades e concursos públicos representa um passo no fortalecimento dos direitos humanos. Apresentado pela deputada Erika Hilton, propõe uma reserva de 2% das vagas em concursos públicos federais para pessoas trans, com critérios claros de autodeclaração e de heteroidentificação.  O sistema é reavaliado a cada 10 anos, com a participação da sociedade civil.

### Cotas no Ensino Superior
Embora não exista uma legislação nacional que estabeleça cotas para pessoas transgênero  em universidades, várias instituições de ensino superior no Brasil adotaram políticas de ação afirmativa para garantir a inclusão. Universidades públicas como a Universidade de São Paulo (USP) e a Universidade Estadual de Campinas (UNICAMP) têm implementado cotas para pessoas trans, especialmente em processos seletivos de graduação. Essas iniciativas visam promover a equidade e combater as barreiras históricas enfrentadas por pessoas transgênero, como o preconceito e a discriminação, oferecendo mais oportunidades no acesso ao ensino superior. No entanto, essas políticas são específicas de cada instituição, e ainda não há uma norma federal que regule a implementação das cotas para pessoas transgênero em todo o país.
A primeira universidade federal a implementar cotas específicas para pessoas transgênero  foi a Universidade Federal do ABC (UFABC), em 2019. Atualmente, 19% das universidades públicas federais possuem cotas específicas ou vagas reservadas para pessoas transgênero.

### Cotas em Concursos Públicos
Em 2021, foi sancionada a Lei de Cotas para Pessoas Trans em Concursos Públicos, que reserva 2% das vagas para pessoas trans e travestis. A participação no sistema de cotas é baseada na autodeclaração do candidato, sendo validada por uma banca de heteroidentificação. Caso haja suspeita de fraude, o processo é revisado, e o candidato tem direito à ampla defesa. O sistema de cotas é reavaliado a cada 10 anos, com a participação da sociedade civil para ajustes e melhorias.